# (7612) 1996 CN2
A (7612) 1996 CN2 a Naprendszer kisbolygóövében található aszteroida. Ueda Szeidzsi és Hiroshi Kaneda fedezte fel 1996. február 12-én.